# Artūras Milaknis
Artūras Milaknis (nacido el 16 de junio de 1986 en Kaunas) es un exjugador de baloncesto lituano.

## Trayectoria deportiva
Comenzó su carrera profesional en el Žalgiris Kaunas de su país con el que debutó en la temporada 2007-2008 y en las temporadas siguientes, fue cedido durante sendas temporadas al BC Baltai y BC Prienai respectivamente.
En 2013, firmó un contrato con Žalgiris Kaunas de 2+1 temporadas después de una exitosa temporada con BC Prienai.
En verano de 2015, Milaknis fue invitado a unirse al campo de entrenamiento de los Dallas Mavericks.
El 9 de julio de 2015 firmó un contrato de dos años con el club ruso UNICS Kazan.
El 7 de agosto de 2016, Milaknis regresó a Žalgiris Kaunas cuando firmó un contrato de tres años. Milaknis iría renovando con el conjunto de Kaunas, hasta quedar libre en 2022. 
En septiembre de 2022, firma un contrato temporal por el Saski Baskonia de la Liga Endesa. Milaknis disputó varios encuentros amistosos durante la pretemporada hasta la finalización del mismo en octubre de 2022.
El 14 de octubre de 2022, firma por el Tofaş Spor Kulübü de la Basketbol Süper Ligi.